# Altingia siamensis
Altingia siamensis là một loài thực vật có hoa trong họ Altingiaceae. Loài này được Craib miêu tả khoa học đầu tiên năm 1928.